# Haemosu de Buyeo
Haemosu (해모수왕, 解慕漱王, ? ~ ?) es la figura de un monarca que aparece en los mitos de Buyeo y Goguryeo, representado como hijo de un Dios. Según la mitología de Buyeo, es el padre del segundo rey Hae Buru, pero es el padre de Jumong en la de Goguryeo. No obstante, la verdad histórica no es consistente: el rey Hae Buru de Buyeo tuvo un hijo que fue el próximo rey, Geumwa; Jumong fue el hijo de Geumwa.